# Bitches (canción de Tove Lo)
«Bitches» es una canción de la cantante y compositora sueca Tove Lo, lanzado el 7 de junio de 2018 como el segundo sencillo de su tercer disco de estudio, Blue Lips. El remix de la canción contó con la colaboración de las artistas Charli XCX, Icona Pop, Elliphant y Alma.

## Inspiración y creación
El 28 de octubre de 2016, Tove Lo lanzó al mercado su segundo álbum, Lady Wood, que se dividía en dos partes: "Fairt Dust" y "Fire Fade". En su totalidad eran como dos cortometrajes musicales, que intercalaban escenas con diálogo y los propios videoclips de las canciones, que fueron compartidos en su canal de YouTube. Fue en el primer cortometraje, "Fairy Dust", lanzado el 31 de octubre de ese año, en el que inicialmente debía ir integrado "Bitches", que por aquel entonces no tenía su nombre final. Una parte de la canción fue puesta en las escenas de créditos finales del mismo; se dejó en ese lugar al llegarse a la conclusión de que debía pulirse más, lo que originó que se incorporarse al trabajo final del tercer álbum, siendo lanzado en noviembre de 2017.

## Vídeo musical
El 4 de junio de 2018, Tove Lo anunció un remix de la canción que incorporaba las voces de Charli XCX, Icona Pop, Elliphant y Alma. La canción fue lanzada como segundo sencillo del disco Blue Lips el 7 de junio de 2018, misma fecha en la que se descubrió el videoclip en YouTube.
El vídeo fue dirigido por la cineasta Lucía Aniello, creadora de la serie televisiva Broad City. En él se muestra a uno de los actores de esa serie, Paul W. Downs, junto a la también actriz Jessy Hodges actuando como una pareja que acude a un grupo de terapia sobre tratamiento de la vida sexual. 
El videoclip, explícito en distintos puntos y con bastante iluminación, abundando el uso de luces de neones multicolor, aborda la temática BDSM, en el que Tove Lo actúa como profesora y dominatrix, enseñándoles sobre consejos sexuales, poniendo a la pareja protagonista como "conejillos de india" de ese experimento, encerrándoles en jaulas para que se apliquen. No obstante, también incluye un interludio en el que se ve a todos los protagonistas del videoclip en un descanso, tomando sushi.

## Personal
Según Tidal:
- Tove Lo – voz principal, compositora
- Elliphant – artista invitada, compositora
- Nicki Adamsson – compositora
- Ali Payami – compositora, productora, programadora, personal en estudio
- Charli XCX – artista invitada
- Alma – artista invitada
- Icona Pop – artistas invitadas
- Chris Galland – ingeniero de mezclas, personal en estudio
- Björn Engelmann – ingeniero de masterización, personal en estudio
- Robin Florent – asistente de mezclas, personal en estudio
- Scott Desmarais – asistente de mezclas, personal en estudio
- Manny Marroquin – mezclador, personal en estudio